# 吳淞 (嘉慶進士)
吴淞，号半江，广东省潮州府潮阳縣永安人，清嘉慶十年乙丑科進士第二甲，曾任文水县知县。吴淞系唐朝潮阳令吴驹之後裔。